# Мошна

Кожаная мошна

Мошна́ — старинный вид кошелька в виде небольшого мешочка с завязками.
Мошенник или мошонник — изначально ремесленник по изготовлению мошен, затем приобрело значение обманщика, карманного вора (карманника). Одно из значений слова мошна — карман.
Самоедская мошна из шкуры оленя называется чабу́н.

## Мошна в литературе
Это слово употребляет персонаж Базаров в романе И. С. Тургенева «Отцы и дети».
В современной литературе мошна упоминается в переносном смысле в значении казна, бюджет, деньги вообще, иногда — в качестве названия любого мешочка для хранения чего-то ценного. Упоминание в прямом значении используется для придания тексту древнерусского колорита:
Ай, разудалый богатырь,
Плечи — три аршина вширь
А на поясе мошна
Звонким золотом полна.
«… Тяжко было кланяться, да где ж купчине с дворянством тягаться, коли в кулаке у гостя одна мошна, а у „родовитого человека“ опричь мошны ещё и фузея! …» (К. Г. Шильдкрет, «Русь подъяремная», «Мамура»).

## Мошна в поп-культуре
В фильме 2009 года Мальчишник в Вегасе (The Hangover) упоминается мошна (в оригинале man-purse) в сцене у лифта, когда Фил обращается к Алану:
— Ты же не будешь с ней ходить?
— С чем ходить? — спрашивает Алан.
— С мошной. Ты будешь ее таскать или только прикалываешься?

— У меня там вещи. Это очень удобная штука. И не мошна вовсе, а ранец. У Индианы Джонса такой же был.